# 市川壽美蔵 (7代目)
七代目 市川 壽美藏（いちかわ すみぞう、新字体：寿美蔵、1902年（明治35年）4月1日 - 1985年（昭和60年）3月7日）は上方の歌舞伎役者。屋号は升田屋、定紋は藤巴の中に桔梗紋、替紋は寿の字巴紋。本名は太田 光之助（おおた みつのすけ）。

## 略歴
東京本郷生まれ。二代目市川團九郎の子、祖父は五代目市川壽美蔵。六代目市川壽美蔵（三代目市川壽海）は叔父にあたる。初舞台は明治45年（1912年）5月東京座の『大和橋』で市川登美三郎を名乗って馬子。大正8年（1919年）二代目市川團次郎を襲名。大正13年（1924年）名題昇進。のち六代目壽美蔵とともに二代目市川左團次主催の自由劇場に参加する。
戦後昭和23年（1948年）関西歌舞伎に移籍。翌年2月大阪歌舞伎座で、六代目壽美蔵が三代目壽海を襲名したのと同時に七代目市川壽美蔵を襲名。以後脇役として活躍する。
昭和28年（1953年）3月梅玉賞受賞。昭和30年（1955年）10月松竹大谷社長賞受賞。昭和53年（1978年）11月大阪市文化功労章。昭和55年（1980年）3月国立劇場『都鳥廓白浪』の軍助で国立劇場優秀賞受賞。同年4月勲五等双光旭日章。昭和57年（1982年）には大阪府から長年の舞台活動を表彰されている。晩年は歌舞伎界の長老として後進の指導に当たった。　